# Natriciteres
Natriciteres är ett släkte av ormar som ingår i familjen snokar.
Släktets arter förekommer i tropiska regioner i Afrika. De jagar främst grodor och små fiskar. Honor lägger ungefär åtta ägg per tillfälle. Dessa ormars mindre huvud är bara lite bredare än halsen och de stora ögonen har runda pupiller. Bålen är täckt av mjuka fjäll som bildar 15 till 19 rader. Individerna är aktiva på dagen och vistas främst på marken. De saknar giftkörtlar.

## Taxonomi
Arter enligt Catalogue of Life:
- Natriciteres fuliginoides
- Natriciteres olivacea
- Natriciteres variegata

The Reptile Database listar ytterligare tre arter.
- Natriciteres bipostocularis
- Natriciteres pembana
- Natriciteres sylvatica